# Fotos
Cet article possède un paronyme, voir Photos.
Fotos est un groupe allemand de pop indépendante, originaire de Hambourg.

## Histoire
Le premier album éponyme Fotos sort le 29 septembre 2006 en Allemagne et est distribué par Labels - un sous-label d'EMI. Le groupe se caractérise par un son inspiré du rock indépendant britannique, associé à des textes en allemand. Parallèlement, certains riffs et même des parties vocales sont souvent répétés au sein d'une même chanson. Les thèmes et l'attitude de leurs textes les classent dans le genre rock allemand.
Durant l'été 2007, le groupe joue entre autres au Hurricane et au Southside Festival ainsi qu'au FM4 Frequency Festival. Le 28 mars 2008, le deuxième album Nach dem Goldrausch sort,. Tout comme Fotos, il est produit par Berend Intelmann. Suivent des tournées en Allemagne et en Autriche, ainsi que quelques apparitions lors de festivals en Chine et au Kazakhstan. Lors du Bundesvision Song Contest 2009 de Stefan Raab à Potsdam le 13 février 2009, le groupe, dont les membres ont également des racines à Osterholz-Scharmbeck et Wilhelmshaven, se présente pour le Land de Basse-Saxe et se classe 15e avec son titre Du fehlst mir.
En hiver 2009 et printemps 2010, une petite tournée acoustique a lieu en Allemagne et en Autriche. En janvier, le groupe enregistre un nouvel album à Hambourg et à Bochum avec le producteur Olaf Opal, qui est sorti le 10 septembre 2010 sous le titre Porzellan. Porzellan est publié par le label indépendant berlinois Snowhite. En octobre 2010, ils font une tournée en Inde et en Allemagne. Le 31 mars 2017, leur quatrième album studio Kids sort. Quatre ans plus tard, l'album Auf zur Illumination ! suit le 26 février 2021. 

## Discographie

### Albums studio
- 2006 : Fotos (EMI)
- 2008 : Nach dem Goldrausch (EMI)
- 2010 : Porzellan (Snowhite)
- 2017 : Kids (PIAS)
- 2021 : Auf zur Illumination! (PIAS)

### Singles
- 2006 : Giganten